# Aécio Neves
Aécio Neves da Cunha (Belo Horizonte, 10 marzo 1960) è un economista e politico brasiliano, affiliato al Partito della Social Democrazia Brasiliana (PSDB).
È stato il XVII governatore del Minas Gerais dal 1º gennaio 2003 al 31 marzo 2010 e dal 2011 ricopre la carica di senatore per lo stesso Stato. È stato scelto dal suo partito per concorrere alle elezioni presidenziali del 2014.
Nato a Belo Horizonte, Aécio si è laureato in economia presso la Pontificia Università Cattolica di Minas Gerais. Nipote dell'ex presidente Tancredo Neves, ha svolto al suo fianco le prime esperienze politiche. Nel 1987 ha incominciato il suo primo mandato come membro del parlamento dello Stato di Minas Gerais. Ha ricoperto questa posizione dal 1987 al 2002, per un totale di quattro mandati. Ha presieduto la Camera dei Deputati nel biennio 2001-2002, dimettendosi nel dicembre 2002.
Aecio è stato eletto governatore del Minas Gerais nel 2002. Come governatore aveva buoni indici di gradimento ed è stato rieletto nel 2006, questa volta con il voto più alto mai registrato nello Stato. Si è dimesso da governatore nel marzo 2010 per poter competere per il Senato Federale ed è stato sostituito dal suo vice, Antônio Anastasia. Nelle elezioni del 2010 è stato eletto senatore con il più alto voto dello Stato. Si è insediato il 1º febbraio 2011 e, nel 2013, è stato scelto come presidente nazionale del PSDB. Aecio è stato candidato del suo partito per la presidenza del Brasile nelle elezioni 2014.

## Primi anni di vita, l'istruzione e la carriera
Aécio Neves, nato il 10 marzo 1960 a Belo Horizonte, capitale del Minas Gerais, è il figlio di Aécio Cunha politico e Maria Inês. Aécio è nato in una famiglia di politici del Minas Gerais. Suo nonno materno, Tancredo Neves, è stato figura chiave nel processo di democratizzazione del paese. Fu governatore del Minas Gerais e presidente eletto del Brasile per via indiretta (collegio elettorale), ma morì prima di assumere l'incarico. Dal lato paterno, suo nonno Tristao Ferreira Cunha e suo padre Aécio Cunha furono deputati del Minas Gerais.
Aécio si trasferì a Rio de Janeiro all'età di dieci anni per accompagnare i genitori. Ebbe la sua prima esperienza professionale in seno al Consiglio d'Amministrazione per la Difesa Economica (CADE) del Ministero della Giustizia di Rio de Janeiro. A 22 anni, su invito del nonno Tancredo Neves, appena eletto governatore del Minas, tornò nella capitale dello Stato dove si laureò in economia.

### Primi anni accanto al nonno

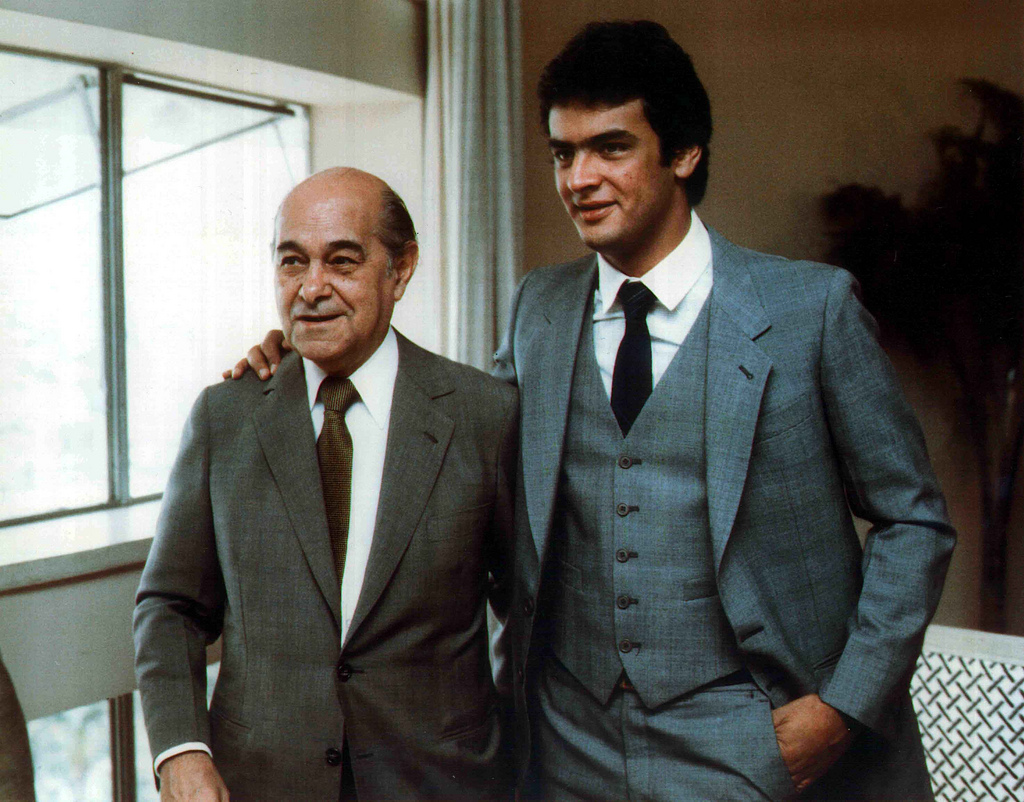
Aécio come segretario particolare del nonno materno, Tancredo Neves, nel Governo di Minas Gerais.

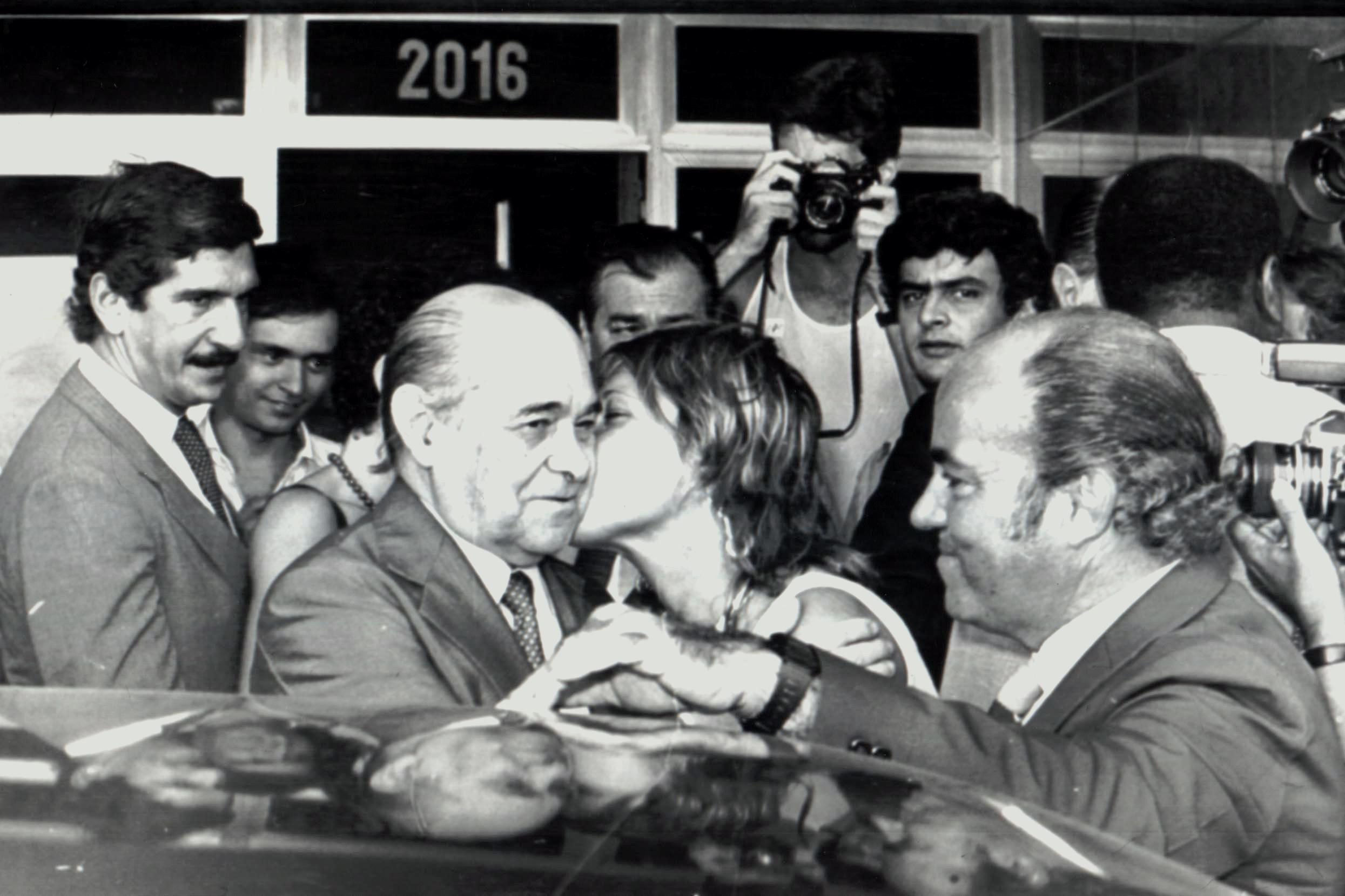
Tancredo Neves in Brasilia. Sullo sfondo suo nipote Aécio.

Nel 1981, Tancredo Neves ha invitato Aécio ad unirsi alla sua campagna per il governo del Minas Gerais. Aécio si trasferì nella capitale mineira continuando gli studi che aveva iniziato a Rio de Janeiro e condivise un appartamento col nonno e il padre.
Nel 1982, a Belo Horizonte, Aécio ha iniziato a lavorare alla campagna elettorale del nonno per il governo dello Stato, partecipando a riunioni e manifestazioni in più di trecento comuni. Tancredo fu eletto governatore e nel 1983 Aécio ricoprì il posto di segretario privato del Governatore del Minas Gerais. Negli anni successivi, Aécio ha partecipato al movimento "Diretas Ja" e alla campagna di Tancredo per la presidenza.
Aécio ha accompagnato il presidente eletto nelle visite ai paesi democratici, strategia politica utilizzata dal presidente per migliorare la transizione verso la democrazia in Brasile. Incontrarono Ronald Reagan, presidente degli Stati Uniti, François Mitterrand, presidente della Francia, il presidente dalla Repubblica Italiana Sandro Pertini, il presidente del consiglio dei ministri italiano Bettino Craxi, il re Juan Carlos I di Spagna e papa Giovanni Paolo II.
Aécio è stato nominato dal presidente eletto Tancredo Neves Segretario degli Affari Speciali della Presidenza, ma con la morte di Tancredo e il conseguente passaggio della carica al vicepresidente José Sarney, Aécio e tutti i ministri e incaricati di Tancredo rinunciarono al loro mandato, in modo che il nuovo presidente potesse scegliere liberamente la composizione del suo gabinetto. Aécio è stato poi nominato direttore della Caixa Economica Federal.

## Carriera legislativa

### Deputato Federale
Aécio ha rappresentato il Minas Gerais nella Camera dei Deputati per quattro mandati. Nel 1986, Aécio si è candidato per il PMDB all'Assemblea Costituente Nazionale. È stato eletto con 236.019 voti, il deputato più votato del Minas Gerais. Nell'Assemblea Costituente è stato vice presidente della Sovranità e Diritti e Garanzie dell'uomo e della donna ed è stato uno dei firmatari dell'emendamento che ha stabilito il diritto di voto a sedici anni.
Nel 1990 è stato rieletto deputato federale con 42.412 voti. Nel secondo mandato (1991-1995) ha votato per l'impeachment del presidente Fernando Collor de Melo. Nel 1992 Aécio si candidò a sindaco di Belo Horizonte, ma fu sconfitto. Quella è stata la sua unica sconfitta elettorale. Nel 1994 è stato rieletto con 105.385 voti, il quarto per numero di consensi nello Stato. Nel suo terzo mandato (1995-1999), è stato eletto presidente del PSDB del Minas. Nel 1997 è diventato il leader del partito alla Camera. Nelle elezioni del 1998, è stato il deputato del PSDB con il maggior numero di voti nello Stato del Minas Gerais e nel paese con 185.050 voti.
Tra le sue opere come parlamentare alla Camera vi è la creazione del "Pacchetto etica", che mise fine all'immunità per reati comuni, il Consiglio della Casa Etica e del Codice Etico e del Decoro Parlamentare.

### Presidente della Camera dei Deputati
Aécio è stato presidente della Camera dei Deputati dal 14 febbraio 2001 al 17 dicembre 2002. Per quella carica sfidò Aloizio Mercadante (PT-SP), Inocêncio Oliveira (PFL-PE), Valdemar Costa Neto (PL-SP) e Nelson Marquezelli (PTB-SP). Aécio è stato eletto con più voti rispetto alla somma di tutti gli altri candidati. Ha avuto 283 voti, contro 117 di Inocêncio, 81 di Aloizio, 21 di Valdemar e 3 di Nelson. Come presidente della Camera ha assunto temporaneamente la presidenza il 26 giugno 2001.
Durante questo periodo il Consiglio ha promosso il cosiddetto Pacchetto etico, un insieme di misure volte a moralizzare l'azione parlamentare; Aécio ha portato al voto la fine dell'immunità per reati comuni, l'istituzione del Codice Etico e Decoro e la Commissione Ética. Ha promosso misure per una maggiore trasparenza nelle attività delle camere come la pubblicazione di procedimenti e votazioni su Internet in modo che i cittadini possano seguire il corso del processo legislativo. Con l'obiettivo di riavvicinare la Camera alla società, Aécio inoltre ha istituito il difensore civico parlamentare, responsabile della trasmissione alla Corte dei Conti, alla polizia federale e alle Procure delle irregolarità rilevate dalla popolazione. Durante la presidenza del governatore nella camera, la Commissione Permanente di Partecipazione consente la presentazione di proposte di enti civili per la formulazione dei progetti che potrebbero essere esaminati della Camera.

### Senatore

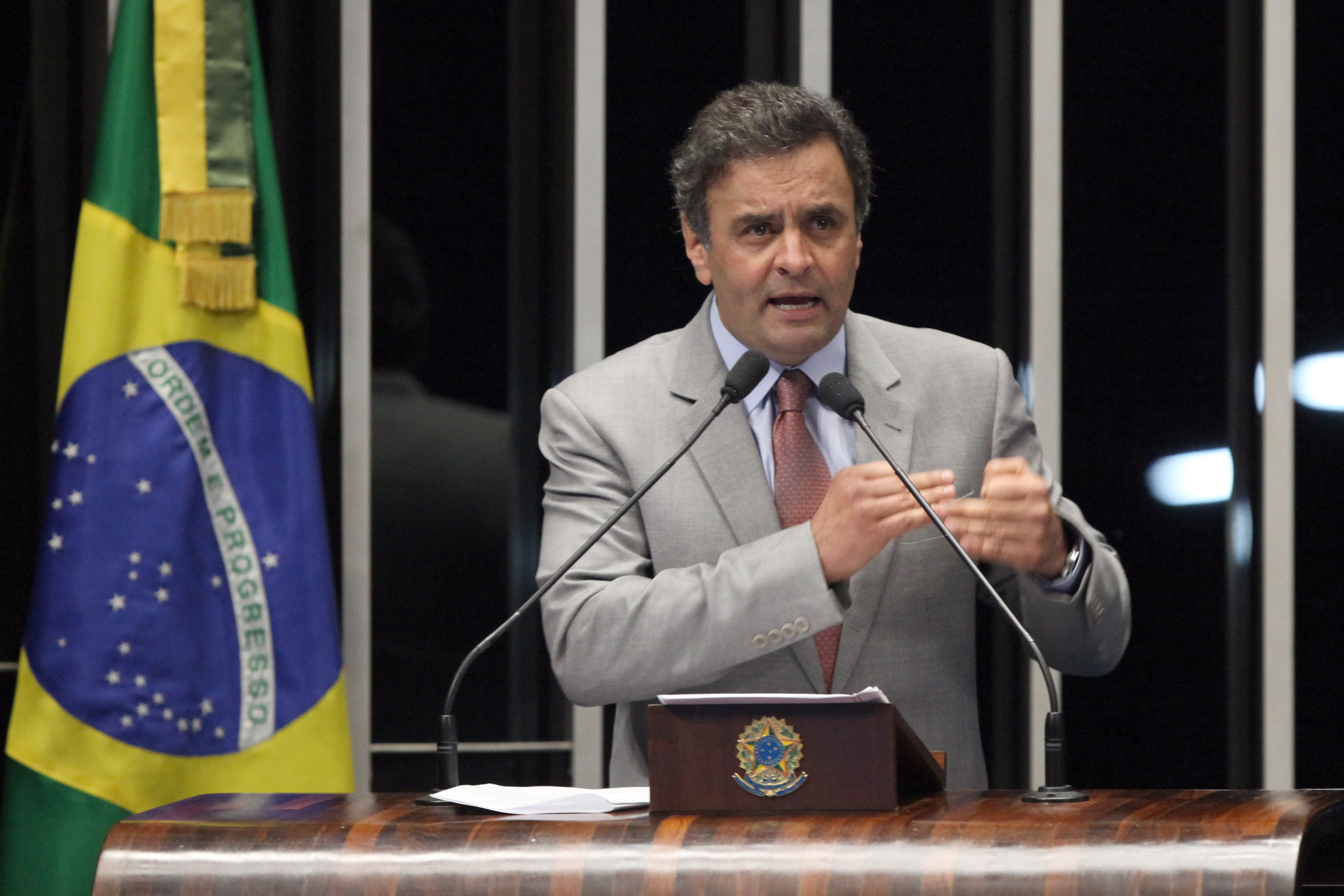
Aécio Neves nel giugno 2013.

Il 31 marzo 2010, Aécio si dimise da governatore per candidarsi al Senato Federale. È stato eletto il 3 ottobre dello stesso anno con 7.565.377 voti (39,47 %), insieme all'ex presidente Itamar Franco. Aécio è stato il terzo senatore più votato nel 2010, superato solo da Aloisio Nunes e Marta Suplicy, eletti a São Paulo. Proporzionalmente è stato il sesto più votato nel paese. Aécio riuscì anche a favorire l'elezione del suo successore per il governo di Minas Gerais, Antonio Anastasia.
Al Senato, Aécio è un membro dei comitati di riforma politica, Costituzione, Giustizia e Cittadinanza, partecipando alla Commissione dei Problemi Economici.
Come parlamentare, ha sostenuto lo sviluppo di un nuovo patto federale, il rafforzamento dell'azione parlamentare, con la restrizione sull'uso di misure provvisorie, alla riduzione delle tasse, salvaguardia dei diritti dei lavoratori dipendenti, destinando il 10% delle entrate del governo per l'assistenza sanitaria federale, la modifica del calcolo utilizzato per il pagamento di royalties minerarie. Tra le sue iniziative c'è la proposta di un accordo bipartisan per rafforzare il Potere Legislativo e cambiare le regole per l'editing e l'elaborazione di misure provvisorie (MPs) nel Parlamento.

#### Progetti
Nel primo anno come senatore, Aécio ha presentato il progetto di legge del Senato nº717, che prevede sgravi fiscali per il risanamento delle aziende, promessa nella campagna elettorale della presidente Dilma Rousseff e non ancora attuata. Le aziende sanitarie spendono di più per le tasse che negli investimenti.
In collaborazione con il deputato Gabriel Chalita e il senatore Lindbergh Farias, Aécio ha partecipato al lancio del fronte parlamentare per l'Adozione nel giugno 2011. L'iniziativa, di natura apartitica, mira a mobilitare la società e i governi sulle politiche e le azioni che incoraggino l'adozione di bambini e adolescenti in Brasile.

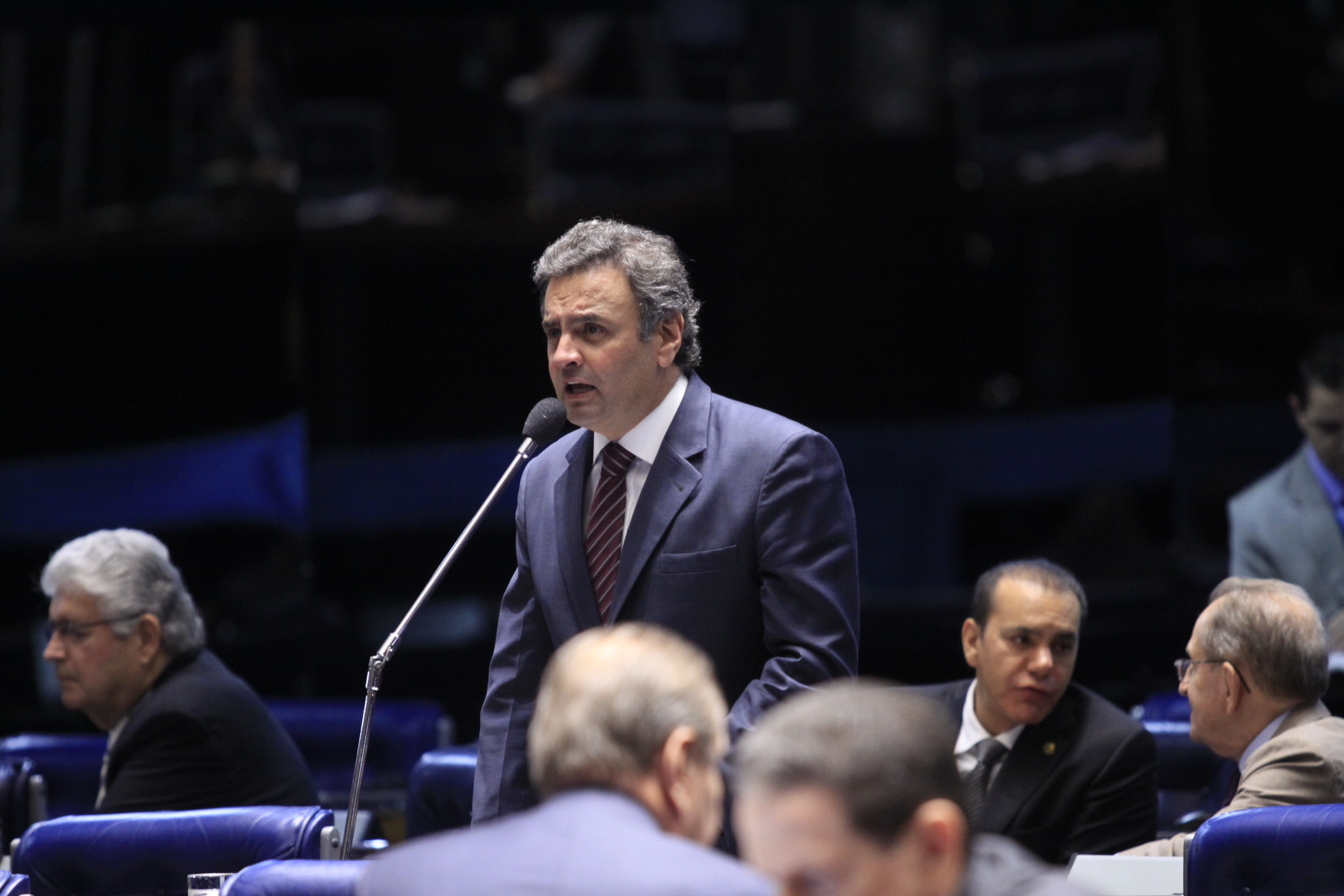
Aécio in un discorso al Senato dell'aprile 2013.

Aécio è l'autore del disegno di legge del Senato nº698, 2011, che rende obbligatoria l'assegnazione minima all'Unione del 70% dei fondi del Programma Nazionale di Pubblica Sicurezza (FNSP) per il Fondo Penitenziario Nazionale (FUNPEN) per gli stati e il Distretto Federale.
Come senatore, Aécio è parte attiva nelle discussioni circa la rinegoziazione dei debiti dello Stato con l'Unione e ha presentato progetti che riducono gli interessi agli stati, che oggi sono superiori a quelli praticati dal governo federale stesso alle aziende private.
Un'altra proposta (PLS #697, 2011), in materia di istruzione, impone al datore di lavoro di pagare i corsi per i dipendenti col diritto, per le imprese, ad uno sgravio fiscale nella dichiarazione dei redditi.
Aécio è l'autore della proposta di modifica della Costituzione (PEC 31, 2011) che impone al governo federale di compensare l'eventuale perdita di reddito subita dagli stati e comuni a causa di esenzioni fiscali di imposte con ricavi condivisi. In modo che il governo possa continuare a promuovere sgravi fiscali, ma non può tagliare gli aiuti agli stati e ai comuni senza il loro consenso.
Alla fine di ottobre del 2013, Aécio ha presentato un disegno di legge per trasformare la Bolsa Familia in una politica di Stato. Se sarà approvato dal Congresso e sottoscritto dal presidente Dilma, il disegno di legge impegnerebbe la Bolsa Familia al Fondo Nazionale di Assistenza Sociale, che garantirebbe il mantenimento del beneficio indipendentemente da chi è al governo.

#### Opposizione
Al Senato, Aécio si oppone al governo di Dilma Rousseff, insieme ai nomi più importanti della politica nazionale, come Cassio Cunha Lima, Alvaro Dias, Aloysio Nunes Ferreira, Pedro Simon, Randolfe Rodrigues, Pedro Taques e altri.
Nel mese di aprile 2011, in una delle sue dichiarazioni il senatore ha delineato i "Percorsi di opposizione" e definito tre pilastri del ruolo dell'opposizione: "coraggio, responsabilità e etica". Ha criticato i primi cento giorni del governo di Dilma Rousseff e ha fatto il punto degli otto anni di governo Lula.
Il 21 febbraio 2013, lo stesso giorno che il partito laburista ha fatto un atto che celebra i suoi dieci anni di governo federale, Aécio ha tenuto un discorso al Senato, elencando i "13 fallimenti" di quel partito durante i 10 anni di gestione.

## Campagne per governatore

### Elezione del governatore nel 2002
Nel giugno 2002, il governatore Itamar Franco ha rinunciato a ricoprire il ruolo per la sua rielezione. Itamar non ha concorso per la carica nel PMDB contro il candidato Newton Cardoso. I deputati federalI e I membri dello Stato del PSDB hanno scelto Aécio per competere per il posto di governatore. Aécio, però, in un primo momento scelse di concorrere per un posto al Senato. Aécio poi cambiò idea e si candidò a governatore del Minas Gerais. Il 18 giugno 2002 Itamar Fanco dichiarò di appoggiare Aécio.
La coalizione di Aécio era composta da nove partiti, e aveva come candidato il vice governatore Clésio Andrade (PFL), presidente della Confederazione nazionale dei trasporti. I principali concorrenti di Aécio erano il deputato Nilmário Miranda del PT, el'ex-Governatore Newton Cardoso del PMDB.
Tutti i sondaggi svolti davano Aécio al primo posto. Nella parte finale della campagna, i grandi istituti di sondaggio davano una grande distanza tra Aécio e il secondo classificato. Aécio aveva anche i più bassi tassi di rifiuto e nelle proiezioni del secondo turno superava tutti gli altri candidati.
Il 6 ottobre del 2002, Aécio è stato eletto governatore del Minas Gerais al primo turno, il primo governatore ad essere eletto al primo turno nella storia dello Stato. Ha avuto 5.282.043 voti (57,68%), la più alta votazione nella storia dello Stato. Secondo arrivò Nilmário con 2.813.857 voti (30,73%), seguiti da Newton Cardoso con 612.732 voti (6,69%). Gli altri candidati avevano circa il 5% dei voti.

### Elezione del governatore nel 2006

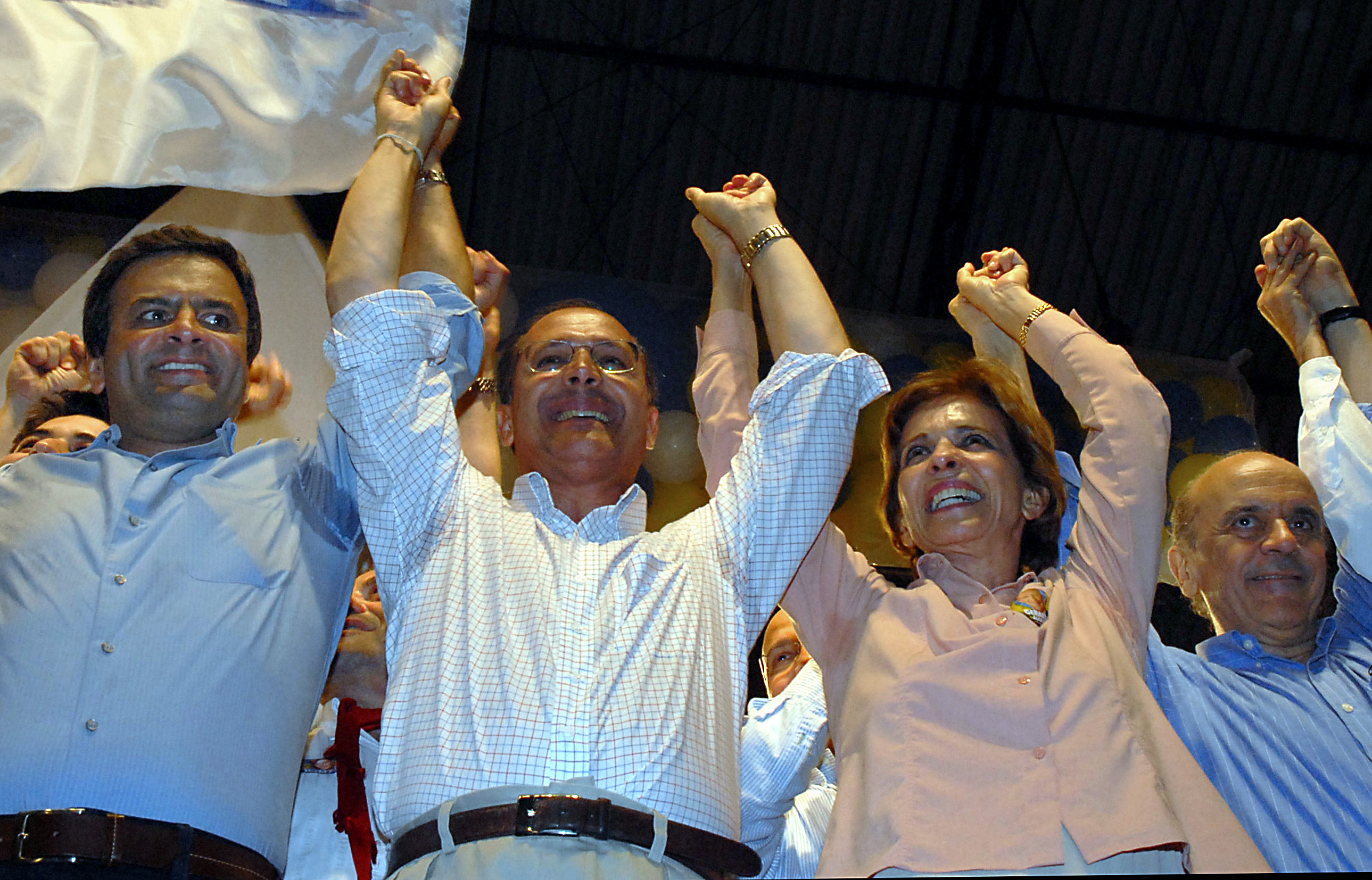
PSDB nel 2006

Il 28 marzo del 2006, Aécio ha annunciato la sua candidatura per la rielezione. dicendo che avrebbe portato avanti un progetto nazionale alla ricerca di un maggiore "equilibrio nella federazione," dichiarando che "questo movimento per l'equilibrio della federazione sarà molto più forte, portando allo Stato più unità, ora abbiamo un'unità storica nel Minas, che cercherà di svolgere un ruolo di primo piano. Non so dove questo porterà vedremo chi è più forte."
All'inizio della campagna elettorale, per la sua grande popolarità, Aécio è stato considerato un "quasi imbattibile." La coalizione di Aécio è stata chiamata "Minas non si ferma" era composta da dieci partiti, e ha avuto come vice candidato Il governatore Antonio Anastasia, anche lui PSDB. Ha inoltre ricevuto il sostegno dell'ex presidente Itamar Franco, dI artisti come Fafa de Belem e musicisti come Skank e Jota Quest.
Aécio ha visitato 53 comuni durante la campagna elettorale, ma non ha partecipato ai dibàttiti. La sua vittoria al primo turno era già data per scontata da molti analisti politici, ancor prima di arrivare al settanta per cento delle intenzioni di voto.
Nella votazione tenutasi il 1º ottobre, Aécio fu rieletto governatore del Minas Gerais con 7.482.809 voti (73,03%), seguito da Nilmário Miranda, che ha ottenuto 2.140.373 voti (22,03%). Ha ottenuto seconda più alta percentuale di voto di tutti i tempi, superata solo da Paulo Hartung.
Aécio ha sostenuto Alckimin nelle elezioni presidenziali del 2006, contro il presidente Lula. Alckmin non è stato eletto presidente, e ha perso nei due turni in Minas Gerais.

## Governatore di Minas Gerais

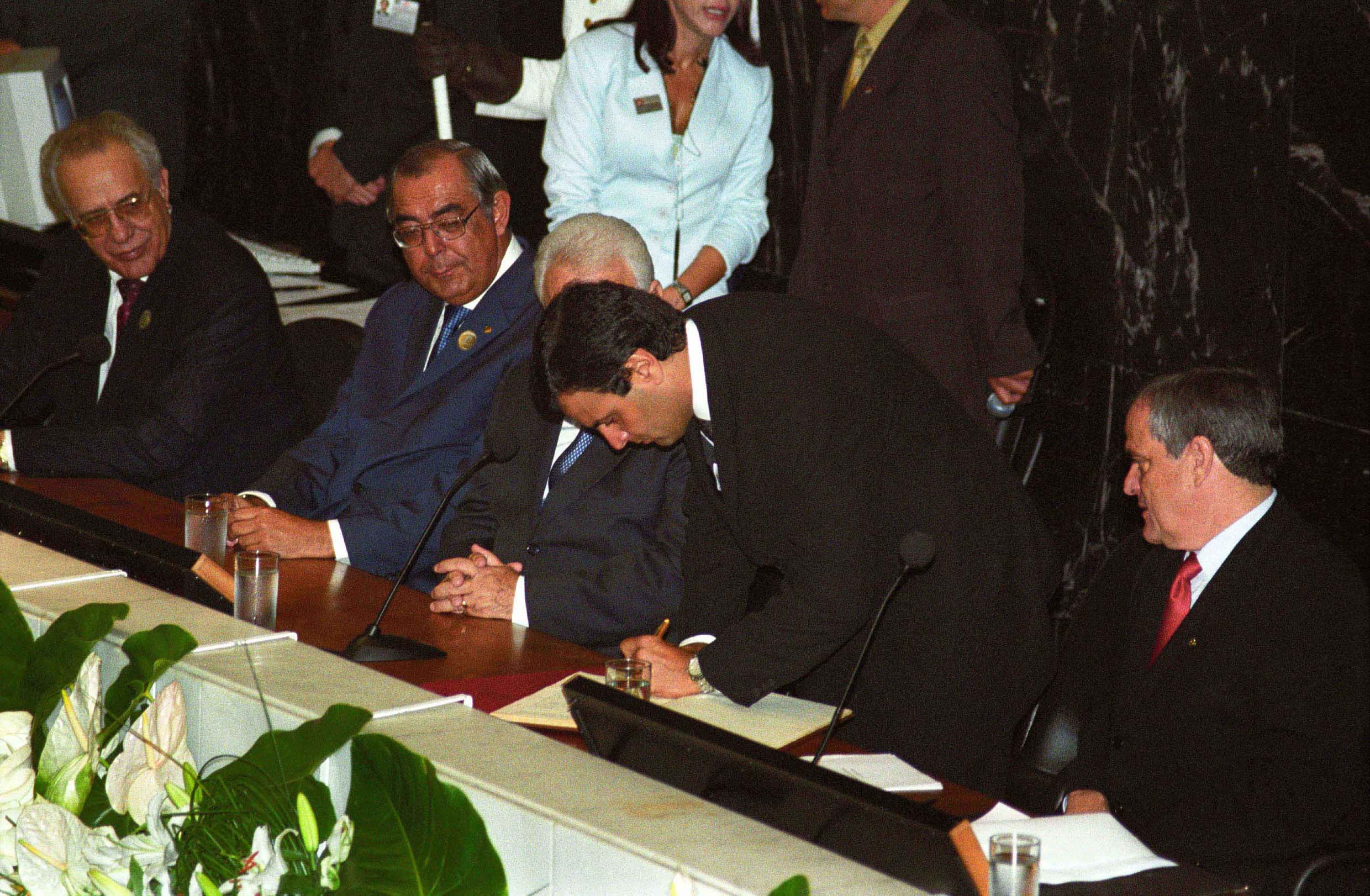
Aécio Neves governatore di Minas Gerais

Il 1º gennaio 2003 Aécio assunse carica di governatore del Minas Gerais, succedendo a Franco. Aécio Neves è stato rieletto governatore di Minas Gerais nel 2006, ed è entrato in carica il 1º gennaio 2007. Rimasto in carica fino al marzo 2010, quando si è dimesso per candidarsi per un posto vacante al senato. gli succedette il vice governatore Antonio Anastasia. Nel complesso è stato 7 anni, 2 mesi e 30 giorni in ufficio, diventando il governatore che più a lungo ha occupato il Palazzo della Libertà.

### Gestione Shock
Uno degli obiettivi principali della sua amministrazione è stata la " gestione shock", che mirava alla riduzione delle spese, la realizzazione di un nuovo modello di gestione dello Stato. La "gestione shock," suggerisce un coinvolgimento di tutti gli organi e le agenzie dello Stato esecutivo, con l'obiettivo di migliorare la qualità e ridurre i costi dei servizi pubblici statali.
A medio e lungo termine, "gestione shock" si prefigge di ottenere risultati basati sulla qualità e la produttività, con criteri di incentivi che inducono un maggiore impegno dei soggetti responsabili, attraverso la meritocrazia. Esso prevede anche investimenti nella formazione dei funzionari pubblicI dello Stato e l'adozione di nuovi modelli di partnership pubblico-privato che consentono la fornitura di servizi migliori per i cittadini.
Il fine della gestione shock era la tabella dei pagamenti. I salari dovevano essere pagati in tempo, così come la tredicesima, cosa che non succedeva dal 1989. Per l'attuazione dei piani di carriera furono liberati R$100 milioni di fondi bloccati a favore dei dipendenti che non erano stati pagati da molto tempo.
Nel 2005, la Banca Interamericana di Sviluppo (IDB) diede il via libera per un prestito al governo del Minas Gerais. La Banca Mondiale ha fornito un prestito allo Stato in contropartita alla "gestione shock."
Mentre alcuni critici politici tendono alla negatività, molti esperti e molte pubblicazioni brasiliane di grande diffusione, hanno redatto ampi rapporti che mostrano la realtà positiva del nuovo modello di gestione in Minas Gerais confermata dai suoi sostenitori, ma contestata persino dalla statistiche ufficiali del governo. Uno dei principali ideatori di questa politica, il professor Vicente Falconi divenne richiestissimo per applicare il metodo in altre amministrazioni, anche col presidente Luiz Inácio Lula da Silva.

### Città Amministrativa Tancredo Neves

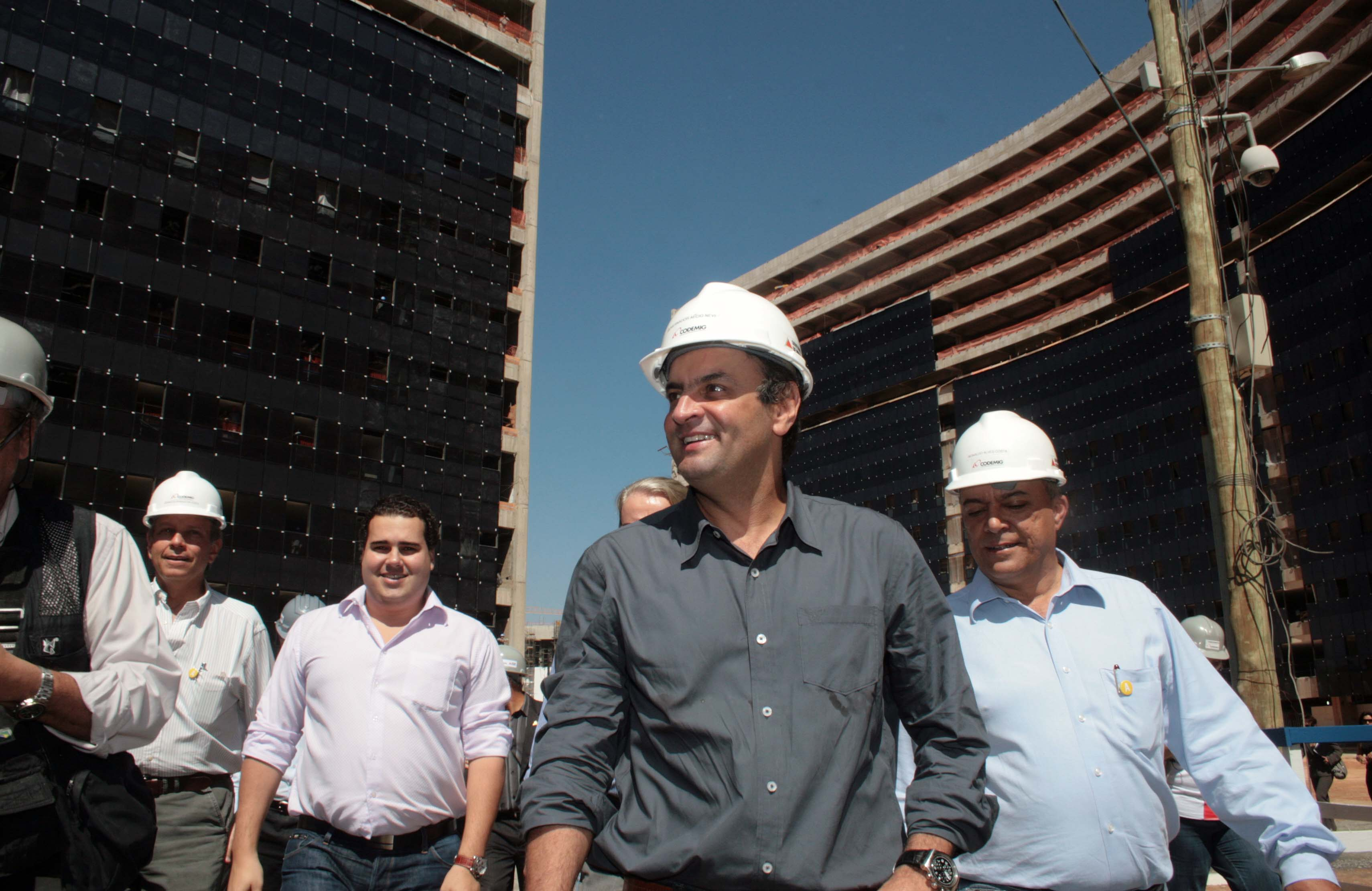

La Città Amministrativa Tancredo Neves, costruita per essere la nuova sede del governo dello Stato, è stata inaugurata da Aécio il 4 marzo 2010. La data è stata scelta in onore di Tancredo Neves, per celebrare il centenario della nascita dell'ex presidente. L'insieme di cinque edifici, progettati da Oscar Niemeyer, è stato edificato nell'area dell'ex Ippodromo Serra Verde nel quartiere Serra Verde a Belo Horizonte.
La Città Amministrativa concentra in un unico luogo tutti i dipartimenti e le agenzie statali, con i suoi 16300 dipendenti pubblici, generando un risparmio previsto di 92 milioni di dollari all'anno. La sua posizione mira anche a promuovere lo sviluppo della regione settentrionale di Belo Horizonte e i comuni limitrofi, attrarre investimenti pubblici e privati e la creazione di maggiori opportunità per migliorare la qualità della vita della popolazione.
Con 265.000 m² di area costruita, il complesso comprende il Palazzo Tiradentes, dove si trova l'ufficio del governatore, due edifici per i Dipartimenti e gli altri organismi, tra cui un centro comunitario con ristoranti, negozi e banche, un auditorium con 490 posti a sedere; elisuperfici e parcheggio per cinquemila posti auto. L'accesso alla città è stato facilitato da un altro lavoro di pari importanza per il contesto urbano di Belo Horizonte, la Linea Verde.
L'opera era stato inizialmente stimata in R$550.000.000, ma il costo è stato di R$1,7 miliardi. Le opere non hanno utilizzato i fondi dalla tesoreria dello Stato, ma quelli della Società Sviluppo Economico del Minas Gerais, un ente statale con royalties minerarie, che può solo investire in opere di infrastrutture.

### Centro Culturale Piazza della Libertà
Un punto di riferimento di Belo Horizonte, il complesso paesaggistico e architettonico della Praça da Liberdade (Piazza della Libertà), è stato trasformato nel più grande centro culturale del paese. Dopo il trasloco della segreteria di Stato del Minas Gerais presso la Città Amministrativa, gli edifici storici del Municipio sono stati rinnovati e restaurati e ora ospitano il Circuito Culturale Piazza della Libertà.
Il progetto creato dal governo Aécio Neves è reso possibile dalla collaborazione con il settore privato e offre spazi pubblici della conoscenza, dell'arte, della cultura, della scienza e dello spettacolo, come musei, sale per workshop, caffè, ristoranti e negozi.

### Conti Pubblici

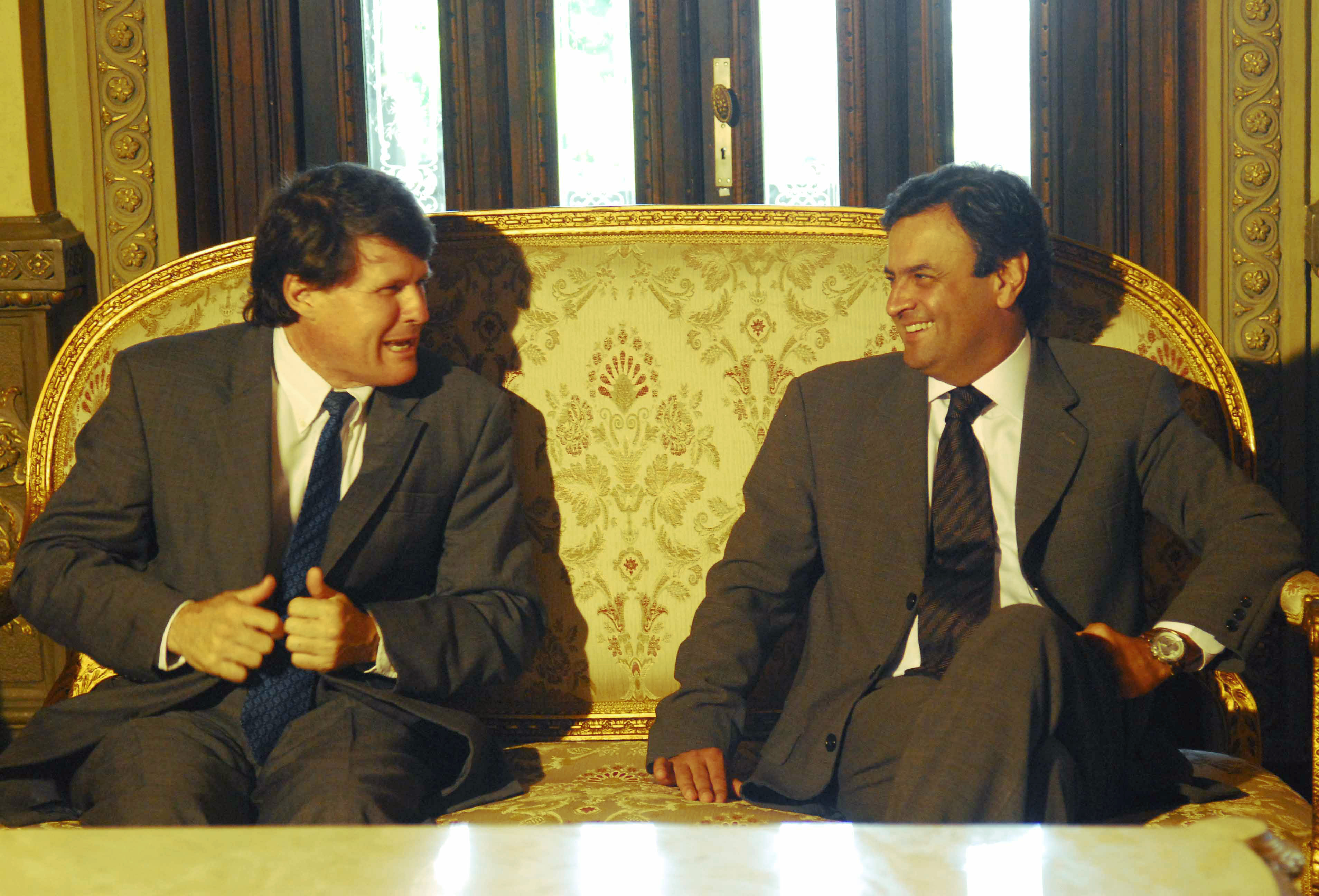
Aecio Neves e John Briscoe Banca Mondiale

Quando ha assunto l'incarico nel gennaio 2003, Minas aveva 5 miliardi di dollari di debito con i fornitori e un deficit di bilancio di R$ 2300000000 reais. Il primo passo fatto da Aécio era di contenere la spesa e, successivamente, adottare una strategia per ripristinare le otto misure adottate sul déficit. Queste misure hanno dato un risparmio di 1 miliardo di reais per il governo di Minas Gerais: il numero dei dipartimenti dello Stato sono stati ridotti da 21 a 15, con conseguente riduzione di 1.326 posizioni di privilegio, con dipendenti non effettivi licenziati; i servizi esternalizzati ridotti, il taglio dei bonus, e la riduzione del 17% delle spese dei dirigenti addetti agli acquisti, combustibili e servizi, eliminazione dei doppi o ingiustificati stipendi e pensioni indebite; conduzione delle aste per l'acquisto di prodotti e servizi, che ha portato alla riduzione del 23% dei prezzi; rinegoziazione del debito con i fornitori nelle aste, la riduzione dei salari del governatore, vice governatore e segretari, da R$19.000 a R$10.500, e la informatizzazione dei controlli dei piani di pagamento. Fece approvare una modifica nella costituzione dello Stato, al fine di evitare che il disavanzo delle risorse crescesse.
Uno dei primi risultati di questa serie di misure fu quello di riuscire a pagare le tredicesime ai dipendenti entro il termine previsto dalla legge nel 2003.
Dopo quattordici anni di debito, il governo federale ha riconosciuto l'equilibrio dei conti dello Stato e ha autorizzato il governo di Minas Gerais a tornare a raccogliere fondi all'estero nel 2005. Nel maggio 2008, la Banca Mondiale ha approvato un prestito di 976 milioni di dollari per lo Stato, nella sua nuova strategia nazionale di partenariato con il Brasile. Il finanziamento è il più grande prestito bancario transazione a uno Stato federato, senza richiedere una compensazione finanziaria. In questo caso, il corrispettivo costituito da 24 obiettivi fissati nei programmi sociali governativi di Minas, in settori quali l'istruzione, la sanità, la gestione e lo sviluppo economico.
Nel 2006 il governo ha pagato il proprio debito, accumulatosi tra il 2003 e il 2006, ai lavoratori precari dello Stato per un valore di 292.080.000 di real.

### Educazione
Minas Gerais ha la migliore istruzione di base in Brasile, secondo IDEB il governo federale. Il voto medio ottenuto dagli studenti mineiri ha raggiunto il livello dei paesi più sviluppati.
Aécio ha attuato nel 2003, nuovi progetti e programmi per l'istruzione. Minas Gerais è stato il primo Stato in Brasile ad inserire a scuola i bambini di sei anni, per garantire un altro anno di scuola elementare pubblica. Nel 2005, è stato creato il programma dello studente a tempo pieno, che serve oltre 105000 alunni. È stata creata anche Viva Scuola, attivo progetto comunitario, che sostiene le scuole nelle aree urbane più povere. Il programma ha sostenuto più di 450.000 alunni.

### Lo sviluppo sociale

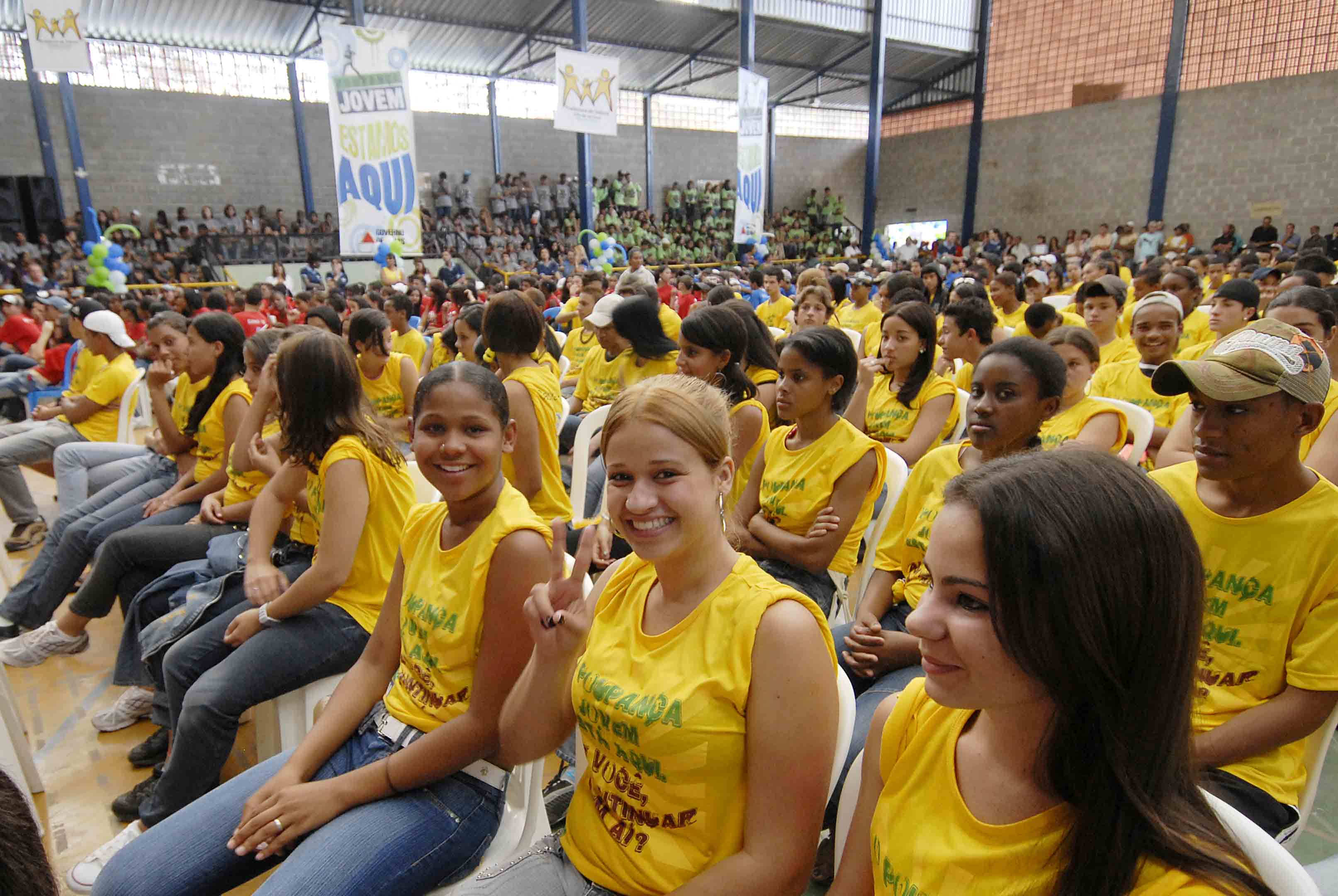
Risparmio per la gioventù a Minas Gerais

Tra i programmi sociali, il governo di Aécio ha avuto risultati significativi nel progetto per combattere la povertà rurale (RPRP), sviluppato con un finanziamento di $70 milioni dalla Banca Mondiale, suddiviso in due quote uguali. Il progetto copre 188 comuni nelle regioni con il più basso indice di sviluppo umano (HDI), dello Stato. l'obiettivo è quello di migliorare il reddito e la qualità della vita rurale. Sono le comunità che organizzano e definiscono le loro priorità. i progetti spaziano dalla costruzione e istituzione di asili nido, di associazioni di mestiere o psicocultura. Il RPRP iniziato nel 2006, e fino al giugno 2008, sono stati firmati 1 283 patti per un valore di 28 milioni di dollari, sostenendo 74600 famiglie.
Il programma di risparmio per la gioventù è stato lanciato nel marzo 2007 con l'obiettivo di soddisfare entro il 2010, cinquantamila studenti delle scuole superiori del sistema statale che vivono nelle aree di maggior rischio sociale. Ognuno di questi studenti riceverà un sussidio alla fine del terzo anno di liceo, con un risparmio di R$3 mil. per ricevere il denaro, il giovane deve prendere una serie di impegni in materia di rendimento scolastico, come la frequenza e l'approvazione, e il comportamento personale. Essi non possono, per esempio, impegnarsi in rapporti di polizia ma fornire servizi comunitari. gli studenti che sono impegnati in attività culturali e professionali ed extracurricolari sono stati seguiti da psicologi e assistenti sociali. Il programma offre corsi in inglese, competenze informatiche e professionali.

### Pubblica Sicurezza

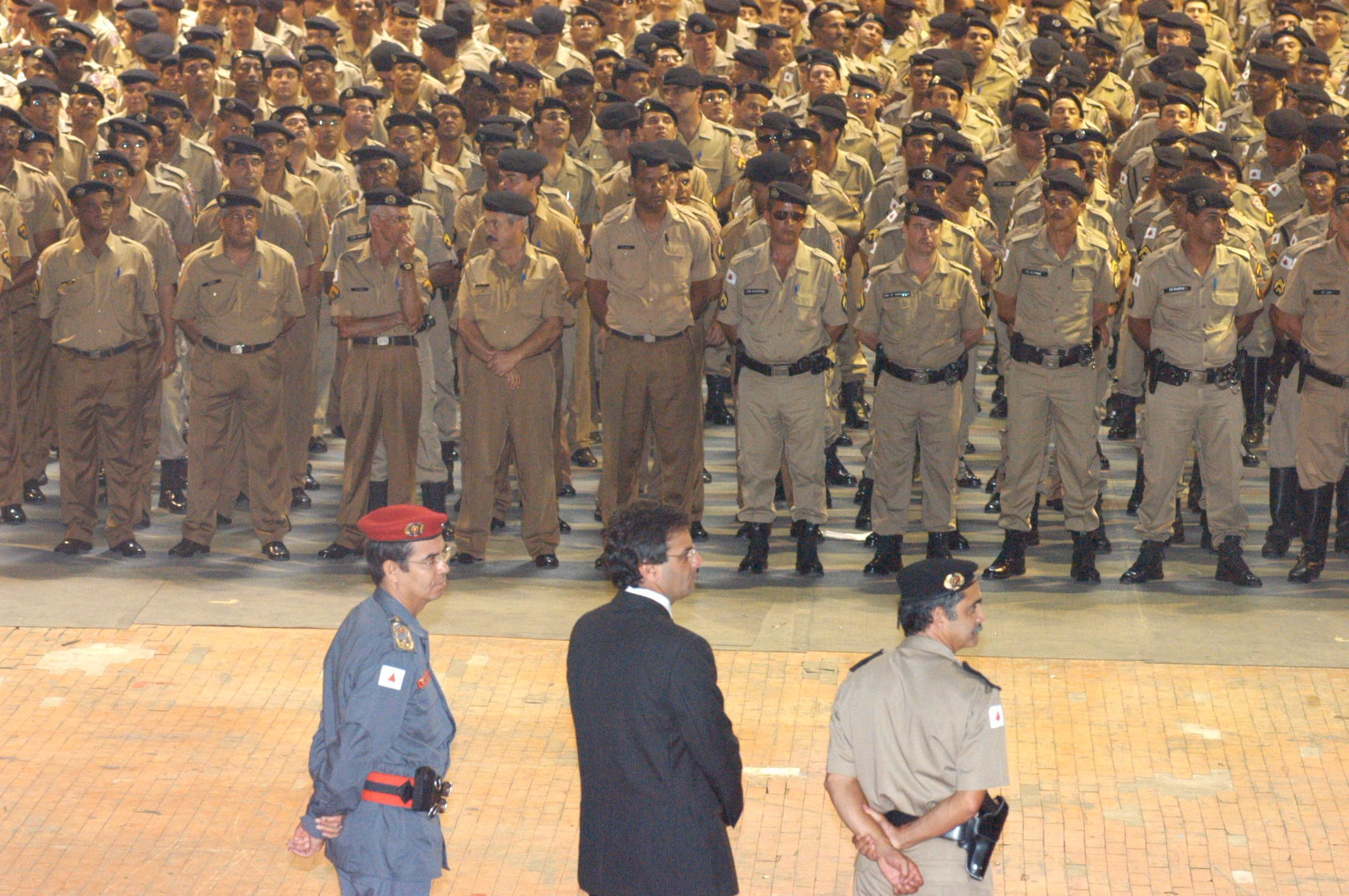
Aecio Neves 2004

Nel 2003, ha creato il "Programma di Controllo degli omicidi Stay Alive". Questo programma serve annualmente, in media, 13 000 persone di 12-24 anni a rischio sociale, residenti in aree ad alto tasso di omicidio a Belo Horizonte e città della regione metropolitana e nel interno. Nelle regioni coperte da questo programma, i tassi di omicidio sono diminuiti del 50%. La base del programma sono workshop su sport, cultura, inclusione produttiva e di comunicazione per deviare i giovani dalla criminalità.
Il governo dello Stato ha assunto attraverso nuovi concorsi pubblici, ufficiali dei vigili del fuoco civili e militari nel 2003, il numero di nuovi veicoli per militari e forze di polizia civile e dei vigili del fuoco è passato da 7.068 a 13.072. La polizia carceraria è aumentata del 400% nel numero di agenti di polizia penitenziaria tra il 2003 e il 2009. In totale, le forze dell'ordine effettivo in Minas Gerais è cresciuto da 49.400 nel 2003 a 60.832 nel 2009.
Nel gennaio 2009, il governo dello Stato ha inaugurato il Centro di Riferimento per le gestanti, private della libertà, che è stato costruito a Vespasiano. Questo è il primo carcere nel paese ad ospitare le detenute in stato di gravidanza e i loro bambini.
La criminalità è scesa del 36% in tutto lo Stato tra il 2003 e il 2008. La diminuzione di questo indice è più significativo a Belo Horizonte (meno 52%) e la sua area metropolitana (meno 51%). Nello stesso periodo, il governo statale ha stanziato per la sicurezza pubblica circa R$22 miliardi.

### Sanità pubblica
Il governo di Aécio ha creato il programma Pro-Hosp, che ha regionalizzata la salute pubblica in Minas Gerais, distribuendo gli investimenti in tutte le regioni. Più di 470 milioni di dollari distribuiti in 108 comuni di Minas.
Nell'ottobre 2003, è stato creato il programma Network Viva Vita per la riduzione della mortalità infantile e materna in Minas Gerais. L'obiettivo di questo programma è quello di ridurre il tasso di mortalità infantile del 25% e diminuire il tasso di mortalità materna del 15%. Con l'applicazione del programma Viva Vita e Case di Sostegno Gestante. c'è stata una diminuzione della mortalità infantile del 17% dal 2003 al 2008 passando da, 17,6 A 14,6 morti ogni mille nati vivi.
Duemila nuove squadre PSF (Programma Salute per la Famiglia) sono state aggiunte dopo il programma iniziale, per un totale di 4 009 squadre, oltre alla costruzione, ampliamento e ristrutturazione di 1634 UBS –Aziende Sanitarie di base e acquisto di 997 veicoli.
È stato creato il Programma Farmacia del Minas con la ristrutturazione del sistema di assistenza sanitaria primaria per la consegna di medicine di base. Dal 2003 al 2009 sono stati distribuiti farmaci per un valore di US $2.06 miliardi di dollari. Successivamente, il programma ha cominciato a fare la consegna a domicilio per i pazienti con malattie croniche.

### Trasporti
Nel settore dei trasporti, uno dei principali progetti governativi Aécio Neves è il programma di asfaltamento dei collegamenti e degli accessi stradali (Proacesso). Iniziato nel 2004, con risorse proprie e finanziamenti dalla Banca Interamericana di Sviluppo, il programma prevede l'asfaltatura di 225 comuni con strade di collegamento sterrate. Il 2010, la data prevista del Proacesso e coprirà 5572 km di accessI asfaltati, beneficiando 1.900.000 persone. I principali obiettivi del programma sono, migliorare le infrastrutture dei comuni, sostenere lo sviluppo economico e sociale delle città beneficiare e migliorare la qualità della vita delle persone facilitando il loro accesso ai servizi e mercati regionali.
Il Proacesso ha ricevuto 840 milioni di reais in fondi dalla tesoreria dello Stato, dei 2,8 miliardi previsti. per i tratti già autorizzatI, 80 sono stati completati nel 2007 e nel 2008 ne sono iniziate altre 48, attualmente in esecuzione. Circa il 60% dei comuni coperti sono regioni nelle valli di Jequitinhonha, Mucuri e Rio Doce, Nord e Nord-Ovest del Minas Gerais. Circa l'88% delle città ha meno di 10 000 abitanti e il 97% ha un indice di sviluppo umano inferiore alla media dello Stato di Minas Gerais, che dimostra l'impatto sociale del progetto.
Alla fine del 2005, sono iniziati i lavori della Linea Verde, al fine di iniziare il processo di crescita e di sviluppo della regione metropolitana di Belo Horizonte. I lavori, sono stati completati nel corso del 2008 e hanno coinvolto l'asse Nord di Belo Horizonte e dei dieci comuni della regione metropolitana dello Stato.

### Viaggi
Nel febbraio 2003, Aécio si recò a Washington con la sua squadra economica per stabilire contatti con i rappresentanti delle varie organizzazioni internazionali, per stimolare gli investimenti in Minas Gerais.

### Approvazione governativa
Da una ricerca condotta da Datafolha Institute, nel luglio 2006, il 21% degli intervistati ha approvato con il massimo dei voti il suo governo.
Nel luglio 2006, un sondaggio di Datafolha ha mostrato che il 21% degli intervistati ha dato voto dieci al suo governo. Il voto medio dato al suo governo era 7.0, considerato eccellente o buono dal 69% degli intervistati. Per il 21% il governo è stato regolare e per il 7%, il governo è insufficiente o pessimo.
Aécio vince negli indici di gradimento la classifica dei governatori fatta da Datafolha nel dicembre 2007. In una scala da 0 a 10, l'indice di Aécio era 7,7.115, al secondo posto c'era il governatore del Ceará, Ciro Gomes, con un indice di 6,6.
Nel marzo 2009, il suo governo è stato considerato buono o eccellente dal 77% della popolazione di Minas Gerais, mentre solo il 5% ritiene che il suo governo sia scarso o molto scarso, Aécio ha avuto l'indice di gradimento più alto tra i governatori, secondo un sondaggio condotto dalla Datafolha. Il punteggio medio assegnato all'ufficio, alla data di rilevazione è stato di 7,6 su una scala da zero, a 10.
Datafolha ha condotto un'altra indagine sull'indice di gradimento dei governatori nel dicembre 2009. Per il 73% della popolazione, il suo governo era eccellente o buono per il 19% era regolare e solo PER il 6% è stato cattivo o pessimo. Ha continuato a guidare la classifica tra tutti governatori, con un punteggio medio di 7,5.
Quando Aécio ha lasciato il governo dello Stato il suo operato e stato approvato dal 92% della popolazione di Minas Gerais. Il sondaggio di Vox Populi, ha indicato che il 76% considera il governo come ottimo o buono.

## Controversie
Aécio Neves ha tentato di censurare quella parte della stampa mineira che aveva denunciato un sistema di corruzione all'interno del suo governo di Minas Gerais. Inoltre ha cercato di censurare Google, Yahoo! e Bing, citandoli in giudizio per il ritiro di link riguardanti il consumo di droga e l'appropriazione indebita di fondi pubblici destinati alla sanità. Ha ordinato il licenziamento di un direttore dell'emittente Globo, dopo la pubblicazione di tre inchieste giornalistiche a lui sgradite.
Mentre era governatore di Minas Gerais, è stato incriminato per appropriazione indebita di oltre quattro milioni di real destinati alla sanità, ha fatto costruire cinque aeroporti in città con meno di 25.000 abitanti nelle vicinanze della sua fattoria, uno dei quali è costato 14 milioni di real e si trova sulla fattoria suo zio. Ha pagato R$ 56.000 all'ex ministro della STF Ayres Britto affinché questi archiviasse l'inchiesta sulle presunte illegalità nella costruzione dell'aeroporto nella fattoria di suo zio. Ancora da governatore, ha espropriato terreni di un suo prozio, del valore totale di circa un milione di real, facendo in modo che lo Stato pagasse 20 milioni.
Da governatore, ha assunto 98000 dipendenti pubblici senza concorso e in maniera illegale.
Durante il suo governo, lo Stato di Minas Gerais è arrivato a pagare il salario minimo più basso per gli insegnanti in Brasile. Tale salario era anche inferiore a quello consentito dalla legge dello stipendio base per gli insegnanti, e quindi illegale. Ha inoltre diminuito lo stipendio di base dei medici in miniere a soli 1050 real, il secondo più basso in Brasile.

## Campagne presidenziali

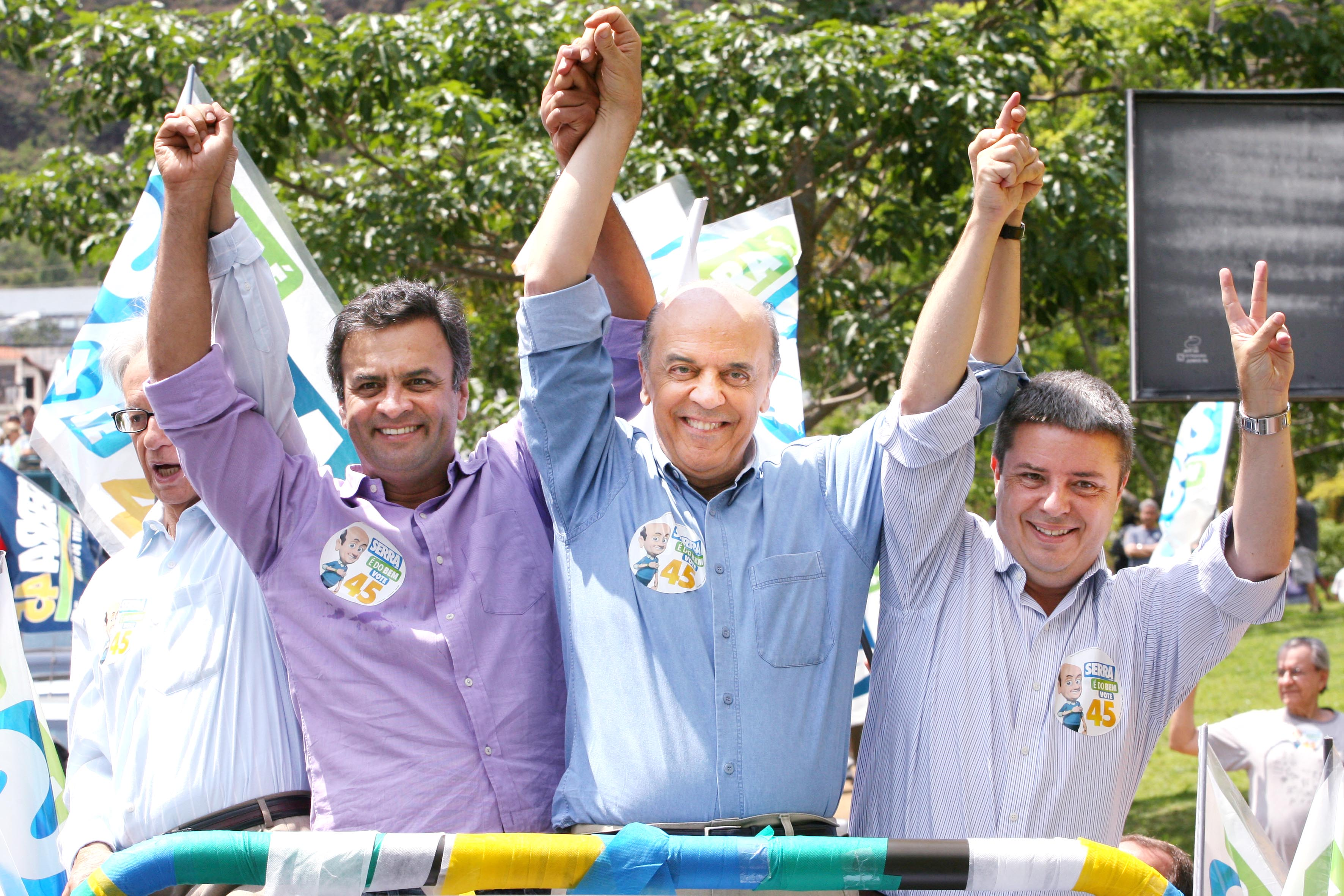
Aécio con Serra e Anastasia durante la campagna del 2010.

Secondo la rivista Epoca, Aécio Neves sarebbe stato invitato dal PMDB nel 2009 per essere il candidato di Lula come presidente del Brasile. Il governatore di Rio de Janeiro, Sérgio Cabral, avrebbe insistito perché ciò avvenisse ma Aécio ha preferito aspettare e non separarsi dal suo partito, perché contava sull'appoggio del suo partito per candidarsi al posto di José Serra.
Aécio ha detto che la sua priorità nel 2010 sarebbe stata appoggiare il vice-governatore Antonio Anastasia come suo successore. Ha ripetutamente negato la possibilità di formare un ticket "purosangue," diretto da Serra. Nel novembre 2009, Aécio ha presentato le sue proposte, qualora fosse stato scelto come candidato dal suo partito. Un mese dopo, di fronte l'esitazione prima del PSDB e di Serra a proporsi come candidato, Aécio disse che si sarebbe candidato al Senato alle elezioni del 2010.
Aécio è stato accolto con entusiasmo in occasione del lancio della campagna pre-presidenziale di Serra a Brasília. Durante la campagna elettorale, Aécio ha frequentato eventi e fece campagna elettorale per Serra.

### Elezioni presidenziali nel 2014
Nel dicembre 2012, l'ex presidente Fernando Henrique Cardoso ha lanciato Aécio come pre candidato per il PSDB per la presidenza nel 2014. Come nelle elezioni del 2010, Serra e Aécio hanno combattuto una lotta interna per avere il sostegno per la candidatura alla presidenza PSDB. Con il ritiro di Serra nel dicembre 2013, Aécio è diventato il precandidato del partito alle presidenziali del 2014. La sua candidatura è stata ufficializzata alla Convenzione Nazionale del 14 giugno 2014. La sua candidatura è stata sostenuta da una coalizione chiamata Muda Brasil (Cambia Brasile) composta da SD, PMN, PEN, PTC, PTC, DEM, PTB, PTdB. Il 30 giugno 2014 è stato ufficializzato anche il nome del suo candidato alla vicepresidenza, Aloysio Nunes, che ha superato la concorrenza degli altri candidati (oltre a Nunes e Cardoso, erano in lizza Mara Gabrilli, José Agripino Maia, Ellen Gracie Northfleet e Joaquim Barbosa).
Dopo che per molte settimane i sondaggi lo davano al terzo posto, quindi escluso dal secondo turno, negli ultimi giorni della campagna elettorale ha recuperato consensi superando la candidata del PSB Marina Silva. Alle elezioni del 5 ottobre ha ottenuto 34.897.211 voti (33,55%) andando al ballottaggio con Dilma Rousseff del Partito dei Lavoratori. Il secondo turno delle presidenziali si è svolto il 26 ottobre 2014 e Neves ha perso ottenendo il 48,3% dei voti contro il 51,6% della Presidente uscente Dilma Rousseff che viene rieletta per la seconda volta consecutiva.

## Presidente Nazionale del PSDB
Il 18 maggio 2013, Aécio è stato eletto presidente nazionale del PSDB sostituendo il deputato Sergio Guerra. La Convenzione che lo ha eletto con il 97,3% dei voti, è stata una delle più numerose nella storia del partito, con oltre quattromila presenti. Come presidente del partito, è stato il protagonista del programma del partito PSDB presentato nel settembre 2013, in questo programma, Aécio ha parlato di problemi di inflazione, infrastrutture e opere incompiute, e delle proteste popolari 2013.

## Vita privata

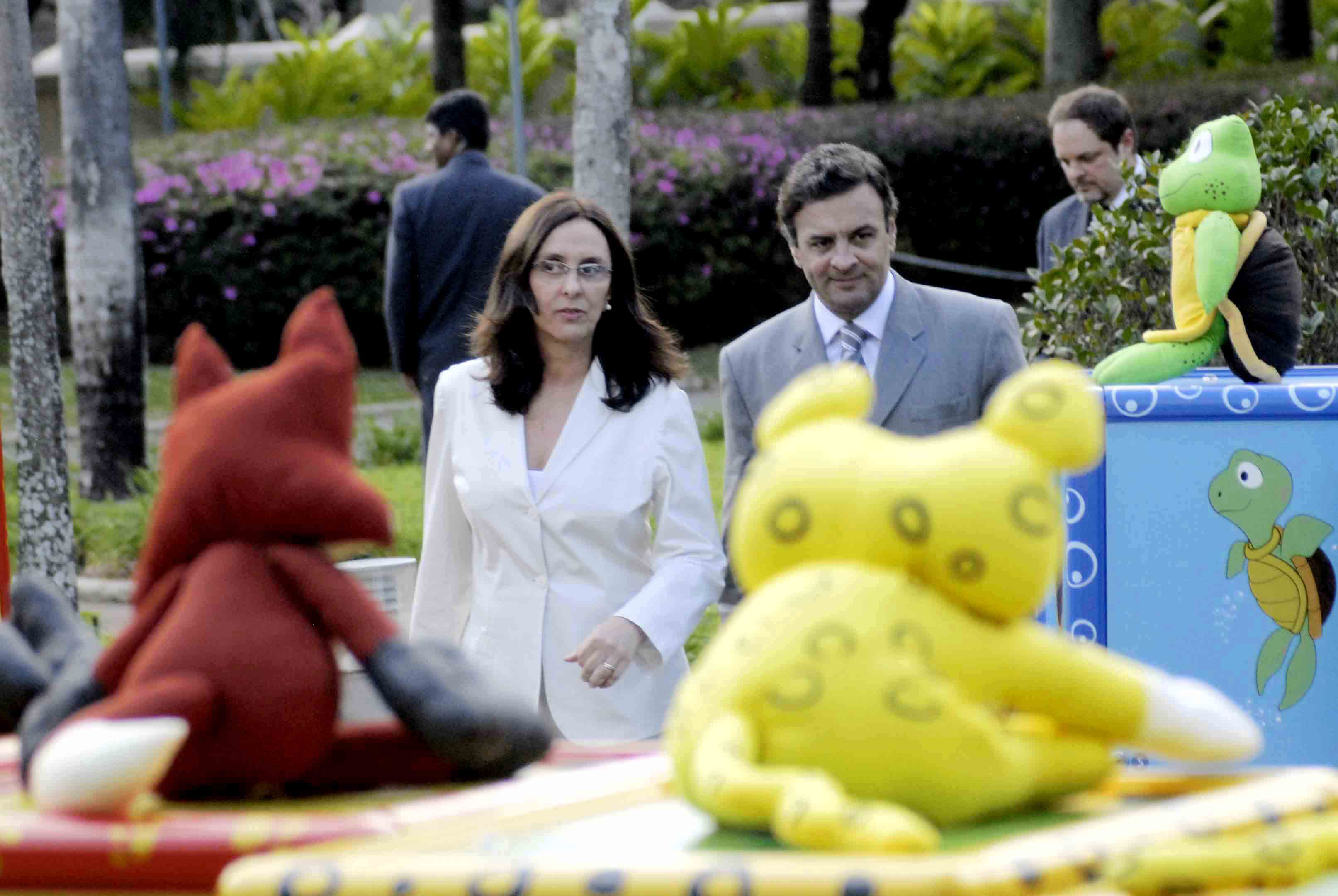
Aécio Neves e sua sorella Andrea Neves

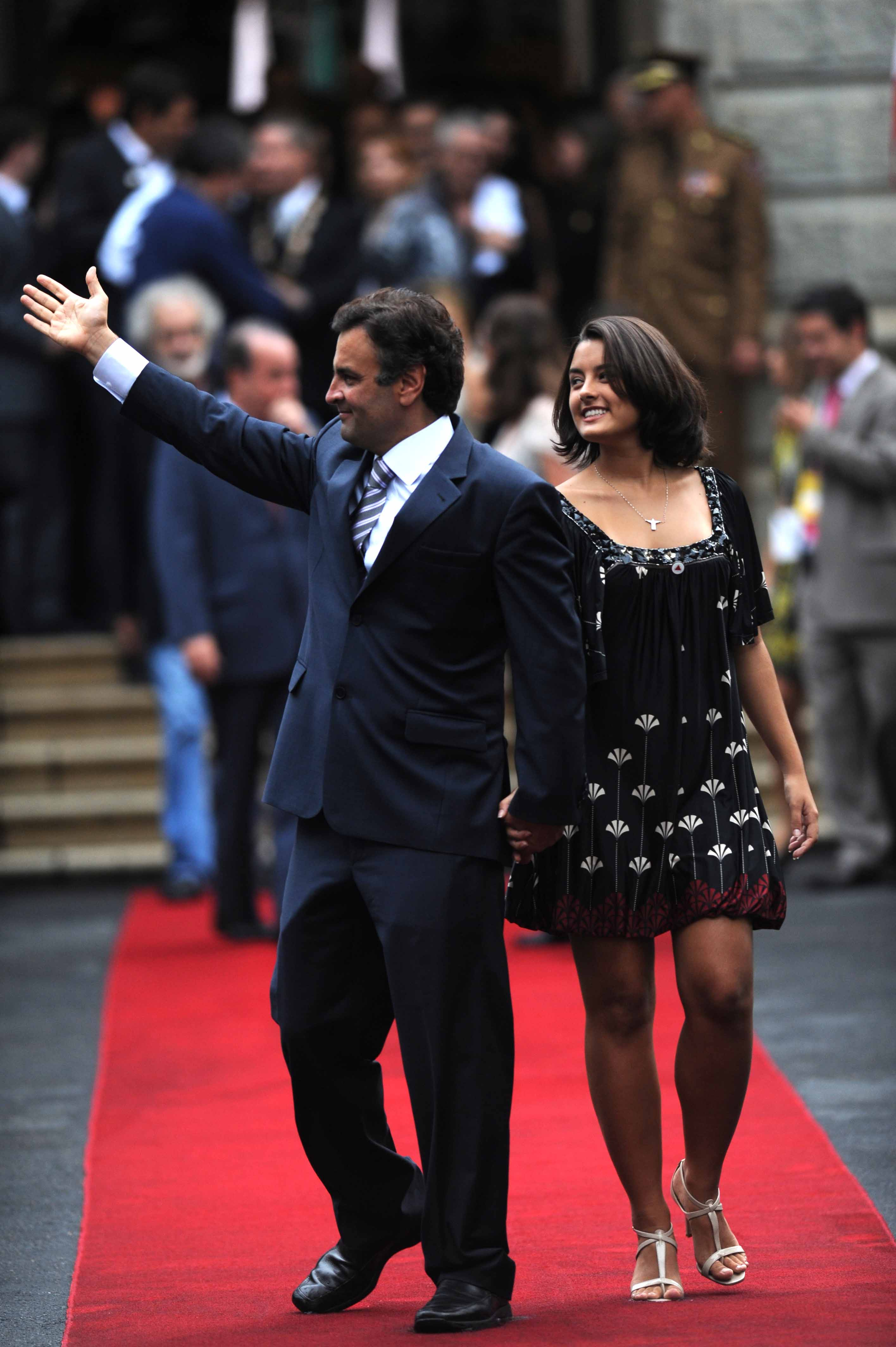
Aécio Neves e sua figlia Gabriela Neves

Aècio è stato sposato con l'avvocato Andrea Falcao dal 1991 al 1998. Hanno avuto una figlia, Gabriela Falcao Neves, nata nel 1991, che sta studiando Ingegneria Ambientale presso la Pontificia Università Cattolica di Rio de Janeiro.
Il 9 ottobre 2013 Aécio si è sposato con Leticia Weber, nata nel 1979 a Panambi in Rio Grande do Sul,, dalla quale l'8 giugno 2014 ha avuto due gemelli: Bernardo e Julia.
Aécio ha dichiarato che i suoi gruppi preferiti sono i Rolling Stones e Crosby, Stills, Nash & Young. Il suo musicista brasiliano preferito è Renato Teixeira.

## Premi e riconoscimenti
Aécio è stato considerato dalla rivista Time come uno degli 100 brasiliani più influenti nel 2007, 2008, 2009, 2010, 2011, 2012 e 2013. Come deputato e senatore, Aécio è stato considerato una delle "Menti del Congresso" lista creata dal Dipartimento di Advisory Parlamentare.

### Onorificenze nazionali
| Decorazione | Onore                     | Data                  |
| ----------- | ------------------------- | --------------------- |
|             | Medalha Ulysses Guimarães | 29 de outubro de 2013 |

### Onorificenze internazionali
| Decorazione | Paese              | Onore          | Data             |
| ----------- | ------------------ | -------------- | ---------------- |
|             | Francia (bandiera) | Legion d’onore | 13 novembre 2008 |